# Wolodymyr Schkidtschenko

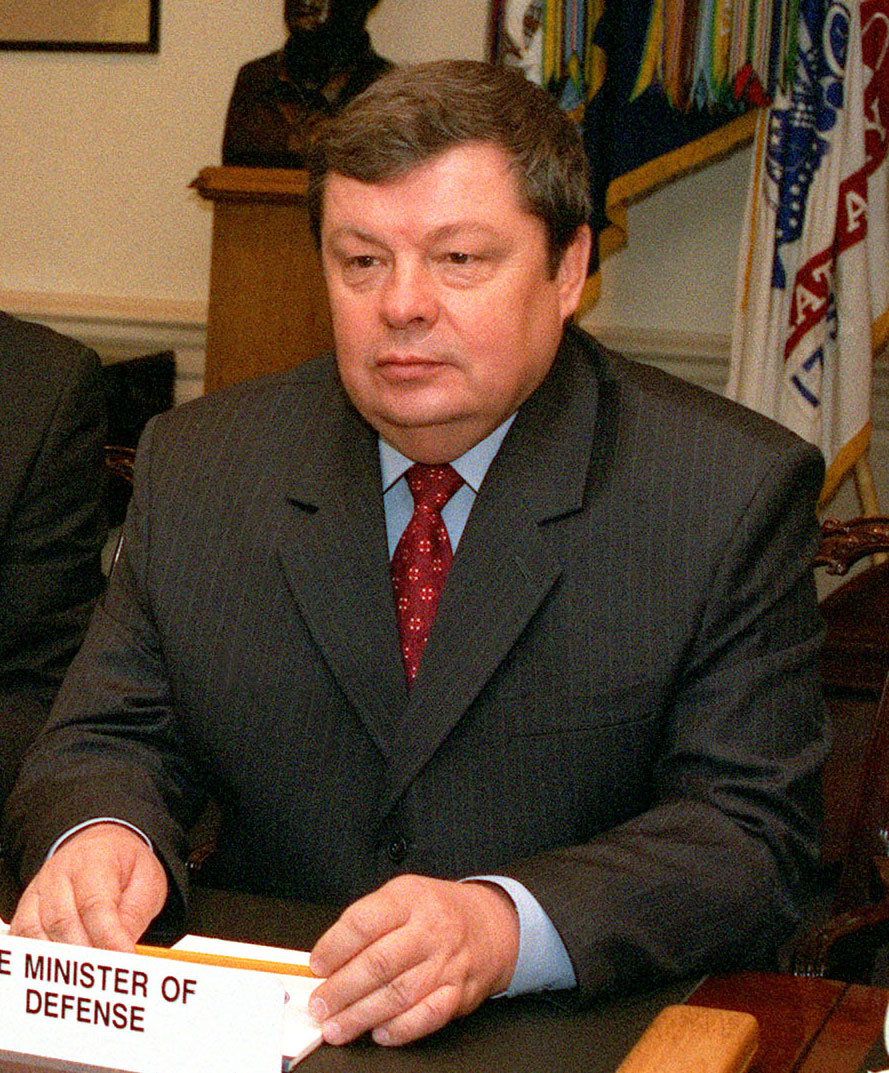
Wolodymyr Schkidtschenko, 2002

Wolodymyr Petrowitsch Schkidtschenko (ukrainisch Володимир Петрович Шкідченко; * 1. Januar 1948 in Tschita) ist ein ukrainischer Offizier und Politiker, zuletzt im Range eines Armeegenerals. Von 2001 bis 2003 war er Verteidigungsminister der Ukraine.

## Leben
Schkidtschenko ist der Sohn eines sowjetischen Generals. 1970 trat er freiwillig in die Sowjetarmee ein. Bereits seit 1975 war er Kommandeur in der Gruppe der Sowjetischen Streitkräfte in Deutschland (GSSD). 
Im März 1992 wechselte er zu den Streitkräften der Ukraine und wurde bereits im Juli 1993 Erster Stellvertreter des Generalstabschefs. Im September 1998 wurde er Chef des Generalstabes, 2001 Verteidigungsminister. Im Zuge des Flugtagunglücks von Lemberg bot er seinen Rücktritt an, der nicht angenommen wurde.